# 堀利邦
堀 利邦（ほり としくに、? - 安政4年3月9日（1857年4月3日））は、江戸幕府旗本。通称、尚三郎、文次郎、美濃守、帯刀、内膳。堀利安の子。
家系は戦国時代の武将堀秀政の弟堀利重を祖とし、祖父に当たる堀長政の代に分家した。
父は文政13年（1830年）に亡くなっているので、この頃家督を継いだと思われる。天保3年（1832年）小姓組から中奥番となり、嘉永元年（1848年）先手鉄砲頭、嘉永5年（1852年）日光奉行を歴任。嘉永7年（1854年）西丸留守居に抜擢され、安政3年（1856年）には槍奉行となった。
岡田真澄に書を習っている。
13代将軍徳川家定の側室豊倹院は利邦の娘という。